# Anthony Dobbins
Anthony Dobbins, né le 23 août 1981 à Washington D.C. (États-Unis), est un joueur et entraîneur professionnel américain de basket-ball. Il mesure 1,92 m et joue au poste d'arrière.

## Biographie
Dobbins est surtout reconnu pour sa défense. Il a remporté le titre de meilleur défenseur du championnat de France à 3 reprises, dont deux fois consécutivement en 2013 et 2014.
En juillet 2014, il signe un contrat avec Strasbourg Illkirch-Graffenstaden Basket.
Durant l'été 2017, il prend sa retraite de joueur et rejoint l'encadrement technique des Celtics de Boston comme assistant vidéo de Brad Stevens.
En septembre 2021, Dobbins est nommé adjoint du nouvel entraîneur des Celtics Ime Udoka.

## Palmarès

### En club
- Vainqueur de la Semaine des As en 2008 avec Cholet
- Vainqueur  de la Coupe de France en 2010 avec Orléans
- Vainqueur de la Coupe de France 2015 avec Strasbourg
- Vainqueur de la Disney Land Leaders Cup 2015 avec Strasbourg

### Distinctions personnelles
- Élu meilleur défenseur de l'année en Pro A en 2009, 2013 et 2014[4]
- Participation au All-Star Game LNB : 2013